# Zambujeira do Mar
Zambujeira do Mar ist eine Ortschaft und ehemalige Gemeinde (Freguesia) im Kreis Odemira an der westlichen Atlantikküste in Portugal mit einer Gesamtfläche von 41,0 km² und 911 Einwohnern (Stand 30. Juni 2011) sowie einer Bevölkerungsdichte von 22,2 Einwohnern pro km².

## Geografie
Zambujeira do Mar liegt circa 6 km westlich von São Teotónio und 13 km südwestlich von Odemira entfernt direkt am Meer.
Der Ortsname bedeutet übersetzt "wilder Olivenbaum des Meeres", das auf die Lage und Umgebung der Stadt zurückzuführen ist.

## Geschichte
Die Gemeinde wurde erst 1989 geschaffen, durch Abspaltung aus der Gemeinde São Teotónio.
Angesichts der Haushaltsprobleme Portugals in Folge der internationalen Bankenkrise wurde seit 2012 die Auflösung der Gemeinde diskutiert. Hiergegen formierte sich vor Ort Widerstand. Im Zuge der administrativen Neuordnung in Portugal wurde die Gemeinde am 29. September 2013 dann schließlich erneut der Gemeinde São Teotónio angegliedert.

## Kultur und Sehenswürdigkeiten

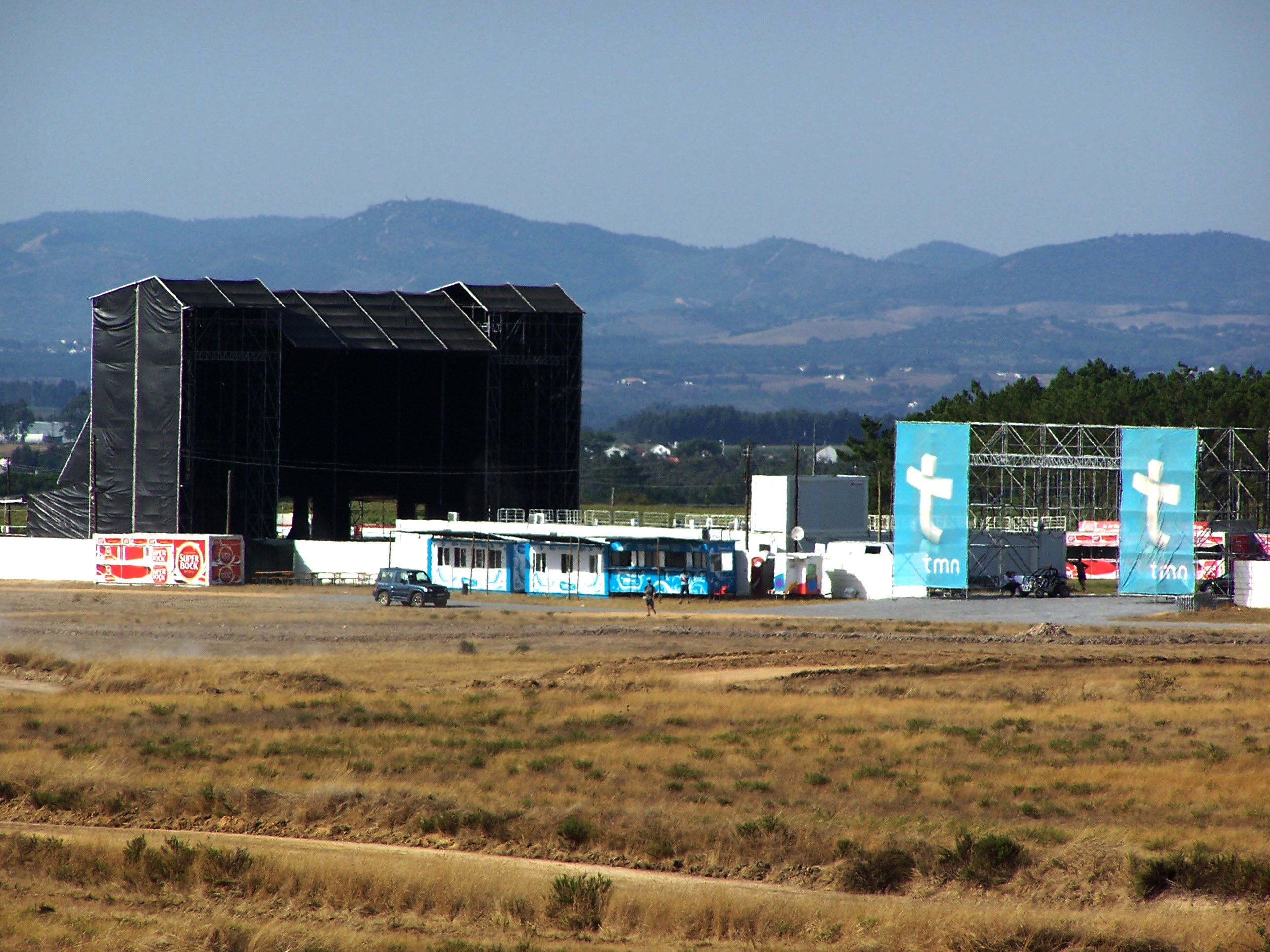
Vor dem Festivalgelände (2007)

Seit 1996 findet Anfang August im Gemeindegebiet das „Sudoeste-Festival“ statt, eines der größten Rock Festivals Portugals. 2012 waren vom 1. bis 5. August Ben Harper, Eddie Vedder, David Guetta, The Roots, die Thievery Corporation, The Vaccines u. v. a. zu Gast.
Die Küste um den Ort herum ist Bestandteil des Nationalparks Parque Natural do Sudoeste Alentejano e Costa Vicentina und besteht aus steilen Felsklippen und kleinen Sandstränden an Stellen, an denen die Flüsse in das Meer führen. Außerhalb der touristischen Zeit ist diese Gegend menschenleer. Neben dem Strand unterhalb der Stadt gibt es noch die Strände Alteirinhos, Nossa Senhora, Arquinha, Carvalhal und Tonel. Südlich von Zambujeira liegt der Praia dos Alteirinhos, wo am südlichen Strandende FKK autorisiert ist.
Die kleine Fischerkirche Capela da Nossa Senhora do Mar steht unter Denkmalschutz.

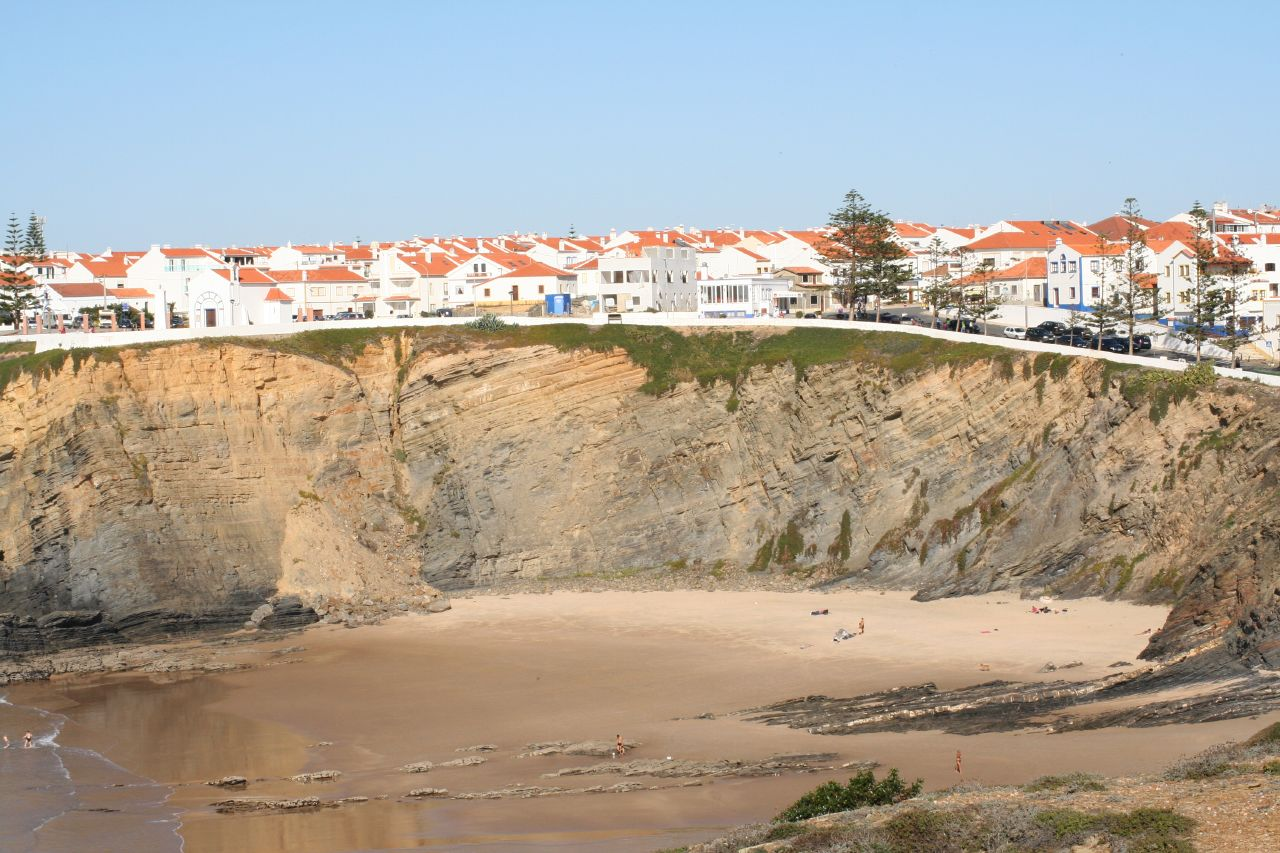
Blick vom Strand auf Zambujeira do Mar

## Wirtschaft
Der Tourismus spielt eine große Rolle, neben dem saisonalen Strandurlaub und dem jährlichen Festival hat insbesondere der Turismo rural in den letzten Jahren an Bedeutung zugelegt. Aber auch die Landwirtschaft, Fischzucht und Fischerei sind wichtige Einnahmequellen in dieser Gegend. Die Gemeinde verfügt über vier kleine Häfen oder besser Anlandeplätze für Fischerboote.